# Ց

Ցとց

筆記体

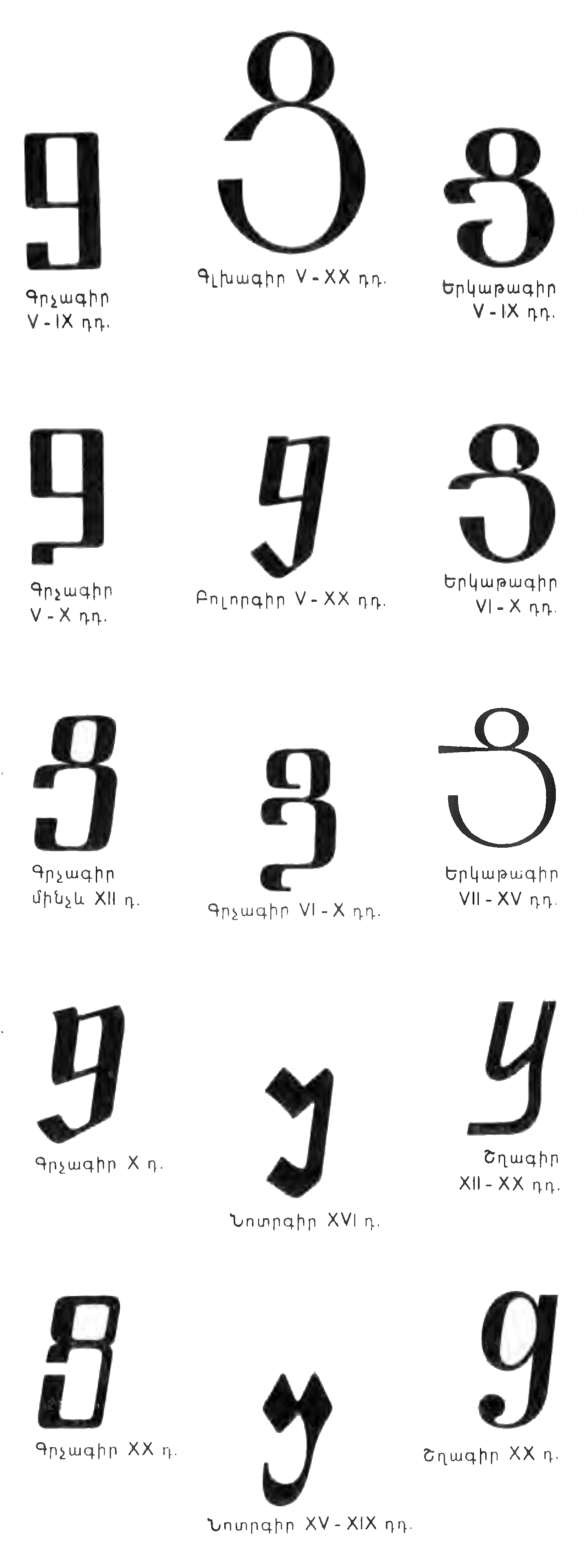
Ցとցの様々な書体

Ց, ց（アルメニア語: ցոまたはցօ、発音はc'o）は、アルメニア文字の33番目の文字である。405年ごろにメスロプ・マシュトツによって作成されたと見られる。

## 使用
東アルメニア語・西アルメニア語では無声有気歯茎歯擦破擦音[tsʰ]を表す。ラテン文字化する時は「C'」または「Ts'」と記す。記数法では6000を表す。

## 書体

## 符号位置
| 文字 | Unicode | JIS X 0213 | 文字参照        | 備考 |
| ---- | ------- | ---------- | --------------- | ---- |
| Ց    | U+0551  | -          | &#x551; &#1361; |      |
| ց    | U+0581  | -          | &#x581; &#1409; |      |